# Arterias mediales del tarso
Las arterias mediales del tarso son arterias con origen en la arteria dorsal del pie. No presentan ramas.

## Distribución
Son pequeñas arterias que se dirigen transversalmente hacia el borde interno del pie para anastomosarse con ramas de la arteria plantar interna.